# German (Gomzin)
German, imię świeckie Gawriił Simieonowicz Gomzin (ur. 8 marca?/20 marca 1844 w Zwienigorodzie, zm. 17 kwietnia 1923 w Arsakach) – rosyjski mnich prawosławny, starzec, święty Rosyjskiego Kościoła Prawosławnego.

## Życiorys
Był synem ubogiego szklarza Simeona Matwiejewicza Gomzina i jego żony Marfy Fiedotowny, ludzi głęboko religijnych. Miał czterech braci i trzy siostry. W wieku czterech lat stracił matkę, która zmarła przy porodzie ostatniej córki i od tego momentu był wychowywany przez ciotkę i matkę chrzestną, Matronę Babkinę. Gdy przyszły duchowny miał dziewięć lat, jego ojciec został mnichem w Skicie Getsemańskim Ławry Troicko-Siergijewskiej.
Ukończył szkołę podstawową, jednak nie kontynuował edukacji z powodu braku pieniędzy na naukę. Żył następnie w domu jednego ze swoich starszych braci. Następnie wziął go do siebie drugi brat, Aleksiej, który oddał go na naukę do nauczyciela rysunku. Po ośmiu latach nauki w tym kierunku Gawriił Gomzin ukończył edukację i podjął pracę w zawodzie. Rozważał już wtedy wstąpienie do monasteru, jednak uważał, że nie powinien tego czynić z wdzięczności wobec braci, którzy łożyli na jego wykształcenie. Ostatecznie jednak postanowił zostać mnichem. W 1868 został posłusznikiem w Skicie Getsemańskim, w którym żył wcześniej jego zmarły już ojciec. W 1870 złożył śluby mnisze w riasofor. W monasterze rozwijał się duchowo pod kierunkiem szczególnie szanowanych starców Tichona i Aleksandra. Zajmował się również ikonopisaniem. Wieczyste śluby mnisze złożył 29 listopada 1877, przyjmując imię zakonne German na cześć św. Germana Kazańskiego. Utrzymywał kontakt listowny z mnichami Monasteru Wałaamskiego oraz z późniejszym świętych Teofanem Pustelnikiem. 5 lipca 1880 przyjął święcenia diakońskie z rąk metropolity moskiewskiego i kołomieńskiego Makarego, zaś 17 sierpnia 1885 metropolita moskiewski Joannicjusz wyświęcił go na kapłana. Od 1892 był spowiednikiem mnichów Skitu Getsemańskiego; już w poprzednich latach sprawował również opiekę duchową nad niektórymi słuchaczami Moskiewskiej Akademii Duchownej oraz mnichami innych klasztorów, m.in. późniejszym metropolitą Antonim (Chrapowickim), archimandrytą Arseniuszem (Żadanowskim), ihumenią Joanną z monasteru Świętych Borysa i Gleba w Anosinie.
W 1897 razem z trzydziestoma innymi mnichami i posłusznikami wyjechał do Pustelni św. Zozyma i Smoleńskiej Ikony Matki Bożej, jednego z monasterów filialnych Ławry Troicko-Siergijewskiej. Pod jego kierownictwem monaster został znacząco rozbudowany: wzniesiono budynki mieszkalne, magazyny i budynki gospodarcze oraz trzy cerkwie i dzwonnicę. Wszystkie te obiekty projektował architekt Ławry Łatkow. Równocześnie zajmował się duchownym kierownictwem nad kolejnymi mnichami. Spośród jego uczniów czterej (mnisi Ignacy, Włodzimierz, Makary i Gerazym) zostali następnie kanonizowani.
W 1909 został na krótko przeniesiony do monasteru Trójcy Świętej św. Stefana Machryskiego. O jego powrót do dotychczasowego klasztoru do metropolity moskiewskiego i kołomieńskiego Włodzimierza apelowali m.in. Siergiej Bułgakow i wielka księżna Elżbieta, będąca już wówczas przełożoną monasteru Świętych Marty i Marii w Moskwie. Prośby okazały się skuteczne i mnich wrócił do Pustelni św. Zozyma jeszcze w tym samym roku. Jego autorytet w Cerkwi Rosyjskiej był na tyle znaczny, że to do niego z prośbą o opinię w sprawie kontrowersji wokół czcicieli imienia bożego zwrócił się metropolita moskiewski Makary. Równocześnie główny ideolog imiesławia, schimnich Hilarion, zwracał się do ihumena Germana z prośbą o wstawiennictwo. Mnich prosił obie strony sporu, by porozumiały się w duchu miłości bliźniego.
28 lipca 1916 został postrzyżony w wielką schimę przez jednego ze swoich dawnych uczniów duchowych, biskupa sierpuchowskiego Arseniusza. Zmarł w 1923.
W 2000 został ogłoszony świętym przez Rosyjski Kościół Prawosławny.